# Hulk visszatér
Hulk visszatér (eredeti cím: The Incredible Hulk Returns) egy 1988-as amerikai tévéfilm a Marvel Comics karaktere alapján, Nicholas Corea rendezésében. A film a A hihetetlen Hulk című sorozat (1977–1982) folytatása. Főszerepekben Bill Bixby, Lou Ferrigno, Jack Colvin, Eric Allan Kramer és Steve Levitt.

## Cselekmény
Dr. David Banner (David Bannion néven) jövedelmező munkát kapott a Joshua-Lambert Kutatóintézetben, ahol egy csapat tudóssal együtt az utolsó simításokat végzi egy Gamma-transzponderen, amellyel ki akarja gyógyítani a Hulkká válás képességéből. Két éve nem változott át Hulkká, mióta megismerkedett egy fiatal özveggyel, Maggie Shaw-val, akivel romantikus kapcsolatba került. Egy véletlen folytán felismeri egy volt tanítványa, Donald Blake. Blake elárulja, hogy egy norvégiai expedíció során egy mágikus kalapács került a birtokába, amely Thor lelkét tartalmazza, egy halhatatlan viking harcosét, akit száműztek a Valhallából, és aki vonakodva kénytelen Blake-et szolgálni, aki Odin nevének kimondásával képes megidézni Thort. Thort megidézi, és ügyetlenül felbosszantja Bannert, amíg az át nem változik Hulkká, aki megküzd Thorral, majd távozik.
Reggel Banner szidja Blake-et, amiért visszavonta a kísérletét, és követeli, hogy tegye jóvá. Jack McGee újságíró hallja, hogy Hulkot látták, és megpróbálja felkutatni. Thor egy bárban összebarátkozik Blake-kel, és rövid időre felvetődik a lehetőség, hogy Thor a bűnözés elleni harcban használja az erejét. Egy zsoldosbanda a Joshua-Lambert Intézet előtt megpróbálja elrabolni Bannert és a Transzpondert, de Hulk könnyedén elintézi őket. A maffiavezér Jack LeBeau Banner helyett Dr. Shaw-t veszi célba. A maffia rendőrnek álcázott tagjai rajtaütnek Banneren és Shaw-n, és elrabolják Shaw-t a Hulk és Thor együttes erőfeszítései ellenére. LeBeau megzsarolja Bannert, hogy Shaw életéért cserébe adja át a transzpondert. Banner szabotálja a transzpondert, hogy ne lehessen fegyverként használni, és így elveszíti az esélyét a gyógyításra. Hulk, Blake és Thor rajtaütnek a banda rejtekhelyén, és harcolnak ellenük, hogy megmentsék Shaw-t. McGee ismét nevetség tárgyává válik a Hulk és Thor iránti megszállottsága miatt. Blake és Banner egyetértenek abban, hogy Shaw valószínűleg rájött, hogy Banner és Hulk egy és ugyanaz. Thor és Blake, akik most már megbékéltek egymással, elbúcsúznak Bannertől. Banner kénytelen véget vetni a Shaw-val való kapcsolatának, és ismét elindul, hogy gyógymódot találjon.

## Szereplők
| Színész           | Szereplő                  | Magyar hang      |
| ----------------- | ------------------------- | ---------------- |
| Bill Bixby        | David Bruce Banner / Hulk | Kőszegi Ákos     |
| Lou Ferrigno      | David Bruce Banner / Hulk | Kőszegi Ákos     |
| Jack Colvin       | Jack McGee                | Pálfai Péter     |
| Eric Allan Kramer | Thor                      | Varga Rókus      |
| Steve Levitt      | Donald Blake              | Kapácsy Miklós   |
| Tim Thomerson     | Jack LeBeau               | Forgács Gábor    |
| Charles Napier    | Mike Fouche               | Vass Gábor       |
| Lee Purcell       | Maggie Shaw               | Kiss Erika       |
| John Gabriel      | Joshua Lambert            | Cs. Németh Lajos |
| Jay Baker         | Zachary Lambert           | Markovics Tamás  |
| Tom Finnegan      | Brills kapitány           | ?                |
| Carl Clarfalio    | Barner                    | ?                |